# Fusão cáustica
Fusão cáustica refere-se a processos químicos de tratamento de materiais por digestão à relativamente alta temperatura em mistura com substâncias cáusticas como o hidróxido ou carbonato de sódio ou os correspondentes hidróxido e carbonato de potássio. Pelo uso destas substâncias, é muitas vezes tratada como fusão alcalina. É um processo utilizado em tratamento de minerais, materiais vegetais ou animais, visando a extração de determinadas contaminações, no que há o resíduo com o material desejado, ou a extração, com modificação de composição, da substância que é desejada.
Um exemplo de fusão cáustica visando extrair o material circundante ao desejado, em materiais, é a produção de diamantes, que são inertes às substâncias cáusticas, enquanto os minerais circundantes não o são.
A fusão cáustica encontra aplicação na síntese orgânica como na produção de corantes, como o índigo sinético, pelo tratamento por fusão cáustica de N-fenil-glicina. Outro exemplo é o tratamento da 2-aminoantraquinona para obtenção da indantrona.
Um processo similar, usado em análise química e bioquímica, é a digestão ácida, sendo esta realizada com ácidos ou soluções ácidas.